# آویشنک رایج
آویشنک رایج (نام علمی: Acinos arvensis) نام یک گونه از سرده آویشنک است.